# Wacław Sonelski
Wacław Sonelski (ur. 23 lutego 1947 w Bytomiu) – polski taternik, alpinista i grotołaz. Jest związany z klubami wspinaczkowym i jaskiniowym w Gliwicach. Instruktor alpinizmu PZA.
W 1982 wziął udział w wyprawie na Makalu, a w sezonie 1984/85 był członkiem wyprawy na Dhaulagiri, zorganizowanej przez Klub Wysokogórski w Gliwicach. W jej trakcie Andrzej Czok i Jerzy Kukuczka dokonali pierwszego zimowego wejścia na ten szczyt.
W roku 2004 został uhonorowany przez PZA Medalem 100-lecia polskiego alpinizmu.
Redaktor czasopisma o tematyce taternickiej "Bularz", wydawanego przez Klub Wysokogórski Gliwice.
Autor podręcznika W skale – zasady alpinizmu i innych książek związanych ze wspinaniem. Współtłumaczył książkę Joe Simpsona Dotknięcie pustki (Wydawnictwo STAPIS).

## Publikacje
- "W skale – zasady alpinizmu, Gliwice 1987, OU PTTK Politechniki Śląskiej.
- "Sztuka wiązania węzłów" 1995; Wydawnictwo STAPIS.
- "Wspinaczka halowa" Warszawa 1999; Polski Związek Alpinizmu.